# Icklesham
Icklesham è una cittadina e parrocchia civile di 2 804 abitanti della contea dell'East Sussex, in Inghilterra. All'interno della parrocchia si trovano i villaggi di Winchelsea, Winchelsea Beach e Rye Harbour.